# Alles
Der Begriff alles gehört zu der Wortgruppe der Indefinitpronomina und beschreibt somit eine vorhandene, aber nicht definierbare Anzahl von Dingen. Er findet sich in der Alltagssprache als Gegenbegriff zu nichts. Er hat den denkbar größten Umfang und zugleich die geringste inhaltliche Bestimmung im Vergleich zu anderen Begriffen.
Die allgemeinsten Eigenschaften von Allem sind u. a. Existenz, Veränderung, Teilbarkeit und Bedarf von Raum und Zeit.
In der Alltagssprache wird alles heute in der Regel im Sinne einer größtmöglichen Anzahl verwendet. Das Alles kann so verstanden werden, dass sämtliche Exemplare, die von etwas vorhanden sind, bezeichnet werden und findet sich als Wortbestandteil in einigen Komposita (Alleskleber, Allesfresser, Alleskönner). Das Nomen All stammt von „alles“ ab, da dieses sich bis ins Unendliche erstrecken und damit sämtliches Existierende beinhalten soll.

## Etymologie
Alles geht auf all zurück, welches wiederum auf der indogermanischen Wurzel al- (wachsen) beruht. Früher existierte alles auch als adverbialer Akkusativ, in der Bedeutung von immer, oft jedoch zu einsilbigem alls gekürzt. Dieses alls oder als diente bis in das 21. Jahrhundert hinein auch zur Bildung von Schelten und Flüchen.

## Philosophie, Wissenschaft und Religion
In der Philosophie, Logik und Mathematik gibt es die Allaussage, die etwas über alle Exemplare einer Klasse von Dingen aussagt.
In den empirischen Wissenschaften wird angestrebt, aufgrund von Erfahrung, d. h. aufgrund endlich vieler Beobachtungen, durch Induktion zu Aussagen zu kommen, die sich nicht nur auf die beobachteten, sondern auf alle Fälle eines bestimmten Gebietes beziehen. Die Verallgemeinerung von endlich vielen Beobachtungen zu allgemeingültigen Aussagen führt zu vermuteten Gesetzen, die sich durch weitere Beobachtungen jedoch als falsch oder nur begrenzt gültig erweisen können (Falsifizierung). Von naturwissenschaftlichen Aussagen wird Falsifizierbarkeit verlangt; die Aussagen müssen ihre Falsifikation prinzipiell erlauben (s. Wissenschaftstheorie).
Die Alleinheit (gelesen: All-Einheit) – oder auch Einheit des Alles – bezeichnet einen zentralen Begriff in pantheistischen Religionen, wonach die Einheit der Welt in Gott bestehe und Gott nicht als außerhalb oder über der Welt stehend, sondern als in der Welt sich realisierend gedacht wird.

## Alles über Alles
Besondere Schwierigkeiten bereitet der Ausdruck Alles über Alles in der Bedeutung, dass jede mögliche Kombination aller vorhandenen Dinge beschrieben werden soll. Aus logischen Gründen kann eine Enzyklopädie, die Alles über Alles enthält, nicht existieren, da darin beispielsweise auch alle vergangenen, gegenwärtigen und zukünftigen Ereignisse thematisiert werden müssten, etwa dass man diesen Text hier gerade liest.

## Alles und Nichts

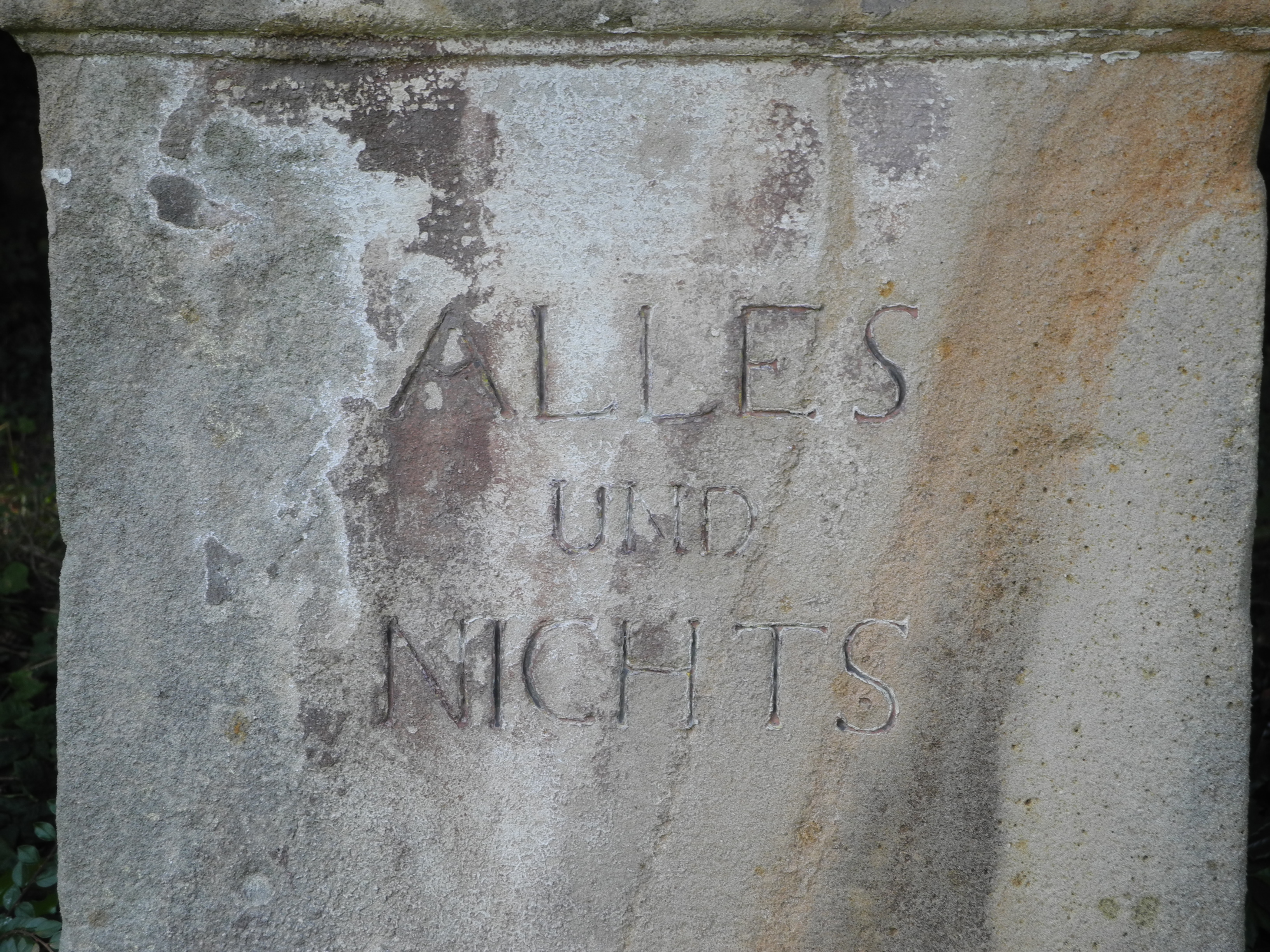
Inschrift ALLES UND NICHTS (2019)

Alles und Nichts wählte Heinrich von Meysenbug (1742–1810) als Inschrift eines Gedenksteins, der gegen Ende des 18. Jahrhunderts als Teil eines von ihm errichteten Landschaftsparks auf dem Gipfel des Klauskopf stand und sich heute im Schlosspark Riede befindet.